# Guangdong
Guangdong is een provincie van de Volksrepubliek China. Zowel de provinciehoofdstad Guangzhou als de snelgroeiende stad Shenzhen in Guangdong behoren tot de grootste steden van China. De provincie staat buiten China bekend, omdat een groot deel van overzeese Chinezen oorspronkelijk uit Guangdong komen. De migranten hebben hun taal en culinaire vaardigheden meegenomen naar het nieuwe vaderland.

## Geografie
Guangdong heeft in het noorden zicht op het gebergte Nan Ling en in het zuiden op de Zuid-Chinese Zee. De provincie grenst in het noorden aan Hunan, Jiangxi en Fujian en in het zuiden aan Hongkong en Macau. In het oosten grenst Guangdong aan de autonome Zhuang regio Guangxi. Het zuidwesten van Guangdong ten slotte ligt niet ver af van het eiland Hainan.

### Aangrenzende provincies
| Aangrenzende provincies | Aangrenzende provincies | Aangrenzende provincies | Aangrenzende provincies | Aangrenzende provincies |
| ----------------------- | ----------------------- | ----------------------- | ----------------------- | ----------------------- |
|                         |                         | Hunan, Jiangxi          |                         |                         |
|                         |                         |                         |                         |                         |
| Guangxi                 | Fujian                  |                         |                         |                         |
|                         |                         |                         |                         |                         |
|                         |                         |                         |                         |                         |

## Bevolking
Het merendeel van de bevolking is Han-Chinees. Een kleine minderheid behoort tot de Miao-Chinezen en de Yao-Chinezen. Deze twee minderheden wonen vooral in het uiterste noorden van Guangdong en hebben eigen autonome districten.
De Han-Chinezen worden weer verdeeld in subcategorieën. De helft van de Han-Chinezen is Kantonees en iets minder dan de helft is Hakka. De overigen van de Han-Chinezen zijn Chaozhounezen, mensen die behoren tot de streek Chaoshan, die in het oosten van Guangdong wonen. Verder woont nog een klein aandeel arbeidsimmigranten uit het arme streken in Sichuan en andere provincies van China. Deze arbeidsimmigranten wonen vooral in de grote steden, zoals Shenzhen en Dongguan, vlak bij de kust.

## Migratiegeschiedenis
Vanaf de 18e eeuw zijn er veel mensen uit Guangdong naar het buitenland geëmigreerd. Deze migranten waren in het begin vooral van Chaoshan afkomstig en gingen vooral naar gebieden in Vietnam, Thailand, Cambodja en Laos. Later gingen ook de Hakkanezen naar het buitenland en kwamen vooral in Suriname, Maleisië en Indonesië. De Guangdongers die niet van Chaoshan of Hakka afkomst waren, migreerden vooral vanaf het midden van de 19e eeuw. Zij gingen vooral naar Noord-Amerika en Australië. Een kleiner deel ging naar Zuidoost-Azië. De Guangdongse migranten in Noord-Amerika en Australië werkten vooral als goudzoeker en spoorwegbouwer. De Guangdongers die niet van Chaoshan of Hakka afkomst waren, kwamen vooral uit de streek Siyi.
Sinds 1911 zijn ook mensen uit Guangdong gemigreerd naar Nederland. Het hoogtepunt was eind midden jaren tachtig, toen zeer veel mensen China en dus ook Guangdong konden verlaten door de opendeurpolitiek van Deng Xiaoping. Deze mensen kwamen vooral uit de Guangdongse gebieden Guangzhou en Dapengbandao. Ongeveer dertig procent van de Nederlandse Chinezen uit China komt uit Guangdong en Hongkong. De Chinese Nederlanders die vanuit Suriname kwamen zijn meestal van Hakka afkomst en hun voorouders kwamen uit de dorpjes in de Guangdongse gebieden Meizhou en Dongguan.

## Taal
In heel Guangdong wordt er in de officiële hoofdtaal van China, het Mandarijn, lesgegeven. In het meest oostelijke deel van Guangdong (Chaozhou en omstreken) wonen de Chaoshaners, zij spreken Chaozhouhua, een dialect dat nauw verwant is aan Minnan. In het noorden en in Dongguan, Huizhou en Meizhou spreekt een groot deel van de bevolking Hakka. In Shenzhen spreekt ongeveer de helft van de mensen Hakka. Het Hakka deel was vroeger veel groter en wordt nu steeds kleiner door emigranten uit Sichuan en andere provincies. In het uiterste zuidwesten van Guangdong, op het schiereiland Leizhou wordt een variant van het Minnanyu gesproken, het Leizhouhua. In de rest van Guangdong wordt een Kantonees dialect gesproken. In China wordt de term Guangzhouhua voor Standaardkantonees gebruikt, ofwel "taal van Guangzhou". Hoe verder men van Guangzhou komt, hoe meer de dialecten van elkaar verschillen. Zo is de variant van het Kantonees in de provincie Guangxi, waar de helft van de bevolking Kantonees spreekt, slechts met moeite verstaanbaar voor inwoners van Guangzhou.
In de zomer van 2010 was er in de provinciehoofdstad Guangzhou een grote opstand tegen de lokale overheid. De lokale en provinciale overheid verbood het gebruik van Standaardkantonees, vanwege de komende Aziatische Spelen in Guangzhou. Het Standaardmandarijn werd overal bevoordeeld en gepromoot. Dit wekte veel argwaan op bij de bewoners van Guangzhou. Het aandeel mensen in Guangzhou dat geen Standaardkantonees kan verstaan groeit de laatste jaren. Dit komt door de migranten uit de andere provincies. De autochtone bewoners van Guangzhou gingen als reactie op deze ontwikkelingen de straat op om te protesteren. Men had leuzen als "Als je geen Guangzhouhua kan praten, moet je terug naar je jiaxiang!" (广州人讲广州话听唔明就翻乡下!). De leus werd verspreid op internet en voor de overheid de demonstratie kon tegenhouden, hadden duizenden demonstranten zich verplaatst naar de verzamelplek.
Verder worden er nog dialecten die door taalkundigen nog steeds niet duidelijk zijn geclassificeerd. Voorbeelden zijn Yuebeituhua en Dapenghua.
In Hongkong wordt Standaardkantonees meestal gesproken met een mix van Engelse woorden. Dit dialect wordt Hongkong-Kantonees genoemd. Het gaat dan meestal om bijwoorden en woorden die vaak worden gebruikt in het dagelijkse leven. De oudere generatie van Hongkong spreekt nog steeds het authentieke Standaardkantonees of andere Kantonese dialecten.

## Cultuur
De Kantonese keuken (粤菜; 粵菜) is zowel in China zelf als ver daarbuiten beroemd. De grote variatie in de gerechten is mede te danken aan het feit dat in de streek van oudsher veel handel wordt gedreven, waardoor veel verschillende specerijen en ingrediënten voorhanden zijn. Verder is er ook de Chaoshan keuken en de Hakka keuken in Guangdong.
Behalve de keuken is ook de Kantonese opera (een variant op de Chinese opera) kenmerkend voor de provincie. Kantonese opera bestaat al meer dan honderd jaar. Tijdens de Qing-dynastie waren bepaald operastukken verboden, omdat het thema over de onderdrukking van de Han-Chinezen onder de buitenlandse dynastieën ging. In Kantonese opera wordt vooral Standaardkantonees gebruikt en in enkele operastukken komt het voor dat men een Kantonese vorm van het Mandarijn gebruikt als het gaat over stukken waar de keizer een rol speelt. In Oost-Guangdong en vooral in de streek Chaoshan wordt Chao-opera gespeeld. Deze opera gebruikt Chaozhounese muziek en gebruikt Chaozhouhua als voertaal.
Guangdong heeft zijn eigen variant van traditionele Chinese muziek. De Kantonese muziek en de Chaozhounese muziek. De Hakkanezen zingen Hakka bergliederen.

## Religie
Religie speelt in Guangdong een belangrijke rol in het dagelijkse leven. De meerderheid doet aan voorouderverering en Chinese volksreligie. In Guangdong zijn tienduizenden Chinese tempels, boeddhistische tempels, daoïstische tempels, wegtempeltjes en citangs te vinden.

### Chinese volksreligie
De Chinese volksreligie speelt voor de meeste mensen in Guangdong een belangrijke rol in de dagelijkse gang van zaken. Zo hebben de meeste mensen een huisaltaar voor voorouders en Chinese goden. Het aantal mensen dat aan deze religie doet, wordt door de overheid niet geregistreerd en daarom is het aantal van hen onduidelijk. Belangrijk is om te weten dat de volksreligie altijd al belangrijk is geweest in de Chinese cultuur. Tijdens het streng communistische bewind van Mao Zedong werd de volksreligie net als andere religies streng onderdrukt. Sinds de opendeurpolitiek is religieuze vrijheid groter geworden en worden er volop nieuwe Chinese tempels gebouwd.
Omdat Guangdong aan zee ligt zijn de goden en godinnen die betrekking hebben tot de zee zeer populair. De zeegodin Tianhou heeft veel tempels in Guangdongse gebieden aan zee. In Shenzhen, Zhuhai, Macau en Hongkong komen de zeegoden Tan Gong en Hong Sheng voor die in andere gebieden nauwelijks voorkomen. In Hongkong en Shenzhen komt de verering van Hou Wang voor.
Guangdong is een van de provincies in China waar wordt gedaan aan het religieuze feest Taipingqingjiao. In Guangdong komt het raadplegen van de Tongsheng veelvuldig voor. Ook is het gebruikelijk dat elke gebouw (huis, winkel et cetera) en dorp een altaar of altaartje heeft voor de aardegod Tudi Gong.

### Boeddhisme
In Guangdong wonen ongeveer 320.000 boeddhisten. Beroemde boeddhistische tempels zijn onder andere: Nanhua Chantempel in Shaoguan, Liurongtempel en Guangxiaotempel in Guangzhou, Yunmentempel, Lingshantempel in Chaoyang en Kaiyuantempel van Chaozhou. De Nanhua Chantempel is het oorspronggebied van het Chan-boeddhisme.

### Daoïsme
120.000 mensen in Guangdong geloven in het daoïsme. De Oude daoïstische tempel Xugu in Boluo is een nationaal beschermd erfgoed.

### Andere
In 1807 kwamen de eerste protestantse zendelingen naar Guangdong. In 1949 werden er 90.000 protestanten geteld. Tegenwoordig noemen 300.000 mensen zichzelf protestant. De protestanten wonen vooral in Oost-Guangdong en zijn van Hakka of Chaoshan afkomst. Guangdong heeft betrekkelijk weinig protestanten vergeleken met andere provincies. Guangzhou is ook een van de grote protestantse kerkgenootschapgebieden.
Het aantal katholieken staat op 200.000 mensen en zij wonen vooral in de streek Shantou. Zhaoqing is een van de gebieden die de katholieke missionaris Matteo Ricci een bezoek bracht. Dat bezoek was in 1583. Guangzhou heeft de beroemde gotische kerk Kathedraal van het Heilig Hart.
Er zijn 20.000 moslims en zij wonen vooral in Guangzhou en Zhaoqing. De oudste moskee is die in Guangzhou. De Huaishengmoskee is tijdens de Tang- of Song-dynastie gebouwd. Shenzhen, de migrantenstad, kent ook kleine groepen moslims. Het aantal moskeeën groeit en de moslims in Shenzhen komen vooral uit de Autonome Regio Xinjiang.

## Educatie
In Guangdong zijn zeer veel universiteiten te vinden. Deze zijn verdeeld in nationaal en provinciaal niveau.

### Nationaal niveau
- Jinan University (Guangzhou, Zhuhai, Shenzhen)
- Sun Yat-sen University (Guangzhou, Zhuhai)
- Guangdong University of Foreign Studies (廣東外語外貿大學, gesticht in 1965, Guangzhou)
- Guangzhou University of Chinese Medicine
- South China Agricultural University (華南農業大學, gesticht in 1909, Guangzhou)
- South China University of Technology (Guangzhou)

### Provinciaal niveau
- Dongguan Institute of Technology
- Dongguan University of Technology (Dongguan)
- Foshan University (Guangzhou, Foshan)
- Guangzhou Academy of Fine Arts (廣州美術學院)
- Guangdong Ocean University (廣東海洋大學)
- Guangdong University of Business Studies (廣東商學院)
- Guangdong Institute of Science and Technology (廣東省科技干部學院)
- Guangzhou Medical College (廣州醫學院)
- Guangzhou Normal University
- Guangdong Pharmaceutical University (廣東藥學院)
- Guangdong Polytechnic Normal University (廣東技術師范學院)
- Guangzhou Sports University (廣州體育學院)
- Guangdong University of Technology (廣東工業大學)
- Guangzhou University (廣州大學)
- Hanshan Teachers College
- Huizhou University
- Guangdong Education and Research Network
- Guangzhou Education College
- Guangdong Institute of Education
- Guangdong Medical College
- Guangdong Petrochemical Academy
- Guangdong Radio & TV. University
- Panyu Polytechnic
- Shaoguan University
- Shenzhen Party School
- Shantou University (Shantou)
- Shenzhen University (Shenzhen)
- Shenzhen Polytechnic
- Shunde University (Shunde)
- South China Normal University (華南師范大學)
- Southern Medical University
- Xijiang University
- Xinghai Conservatory of Music (星海音樂學院)
- Zhanjiang Normal University
- Zhaoqing University (肇慶大學)
- Zhongkai Agrotechnical College (仲愷農業技術學院, gesticht in 1927)
- Wuyi University (五邑大學)

## Economie
Guangdong kreeg een flinke economische groei na het starten van de opendeurpolitiek van Deng Xiaoping. De regio Shenzhen werd een speciale economische zone. Ook Jiangmen en Shantou werden opengesteld voor buitenlandse investeerders. Daarom staan in deze drie gebieden nu zeer veel fabrieken. ook liggen alle drie aan zee, wat zeer handig is voor de handel. Behalve Shenzhen, zijn Shantou en Zhuhai ook speciaal economische zones.
De industrie in het dal van de Parelrivier heeft zich de laatste decennia snel en ongeremd ontwikkeld. Gevolg is een enorme luchtverontreiniging, ook in het zuidelijker gelegen Hongkong.

### Toerisme
Bekende toeristische trekpleisters zijn onder andere: Danxia Shan, Yuexiu Shan in Guangzhou, Star Lake en Qixing Yan, Dinghu Shan, de diaolou van Kaiping en Zhongshan Sun Wen Memorial Park in Zhongshan.
- Steden die door de staatsoverheid als historisch en cultureel worden gezien: Guangzhou, Chaozhou, Foshan, Zhaoqing, Meizhou en Haikang.
- Steden die door de provinciale overheid als historisch en cultureel worden gezien: Gaozhou, Lianzhou, Xinhui, Pinghai, Tuocheng, Jieshi, Jieyang, Jiexi, Huizhou, Nanxiong, Luoding, Deqing, Shaoguan Yingde, Haifeng en Dongguan.

### Transport
De luchthaven van Guangzhou is de hub van China Southern Airlines, de meest belangrijke luchtvaartmaatschappij van China. Ook zit in deze stad het hoofdkantoor van de luchtvaartmaatschappij.

## Media
De provincie Guangdong heeft een eigen provinciale staatstelevisiebedrijf en ook een eigen provinciale radio-omroep. Deze zijn GDTV en Radio Guangdong. Een zeer klein aandeel van de programmering is in het Standaardkantonees.

## Bestuurlijke indeling
Guangdong is in 21 stadsprefecturen verdeeld:
| Kaart                 | Nr.       | Naam   | Hanzi         | Hanyu Pinyin |
| --------------------- | --------- | ------ | ------------- | ------------ |
|                       |           |        |               |              |
| Subprovinciale steden |           |        |               |              |
| 9                     | Guangzhou | 广州市 | Guǎngzhōu Shì |              |
| 21                    | Shenzhen  | 深圳市 | Shēnzhèn Shì  |              |
| Stadsprefecturen      |           |        |               |              |
| 1                     | Qingyuan  | 清远市 | Qīngyuǎn Shì  |              |
| 2                     | Shaoguan  | 韶关市 | Sháoguān Shì  |              |
| 3                     | Heyuan    | 河源市 | Héyuán Shì    |              |
| 4                     | Meizhou   | 梅州市 | Méizhōu Shì   |              |
| 5                     | Chaozhou  | 潮州市 | Cháozhōu Shì  |              |
| 6                     | Zhaoqing  | 肇庆市 | Zhàoqìng Shì  |              |
| 7                     | Yunfu     | 云浮市 | Yúnfú Shì     |              |
| 8                     | Foshan    | 佛山市 | Fóshān Shì    |              |
| 10                    | Dongguan  | 东莞市 | Dōngguǎn Shì  |              |
| 11                    | Huizhou   | 惠州市 | Hùizhōu Shì   |              |
| 12                    | Shanwei   | 汕尾市 | Shànwěi Shì   |              |
| 13                    | Jieyang   | 揭阳市 | Jiēyáng Shì   |              |
| 14                    | Shantou   | 汕头市 | Shàntóu Shì   |              |
| 15                    | Zhanjiang | 湛江市 | Zhànjiāng Shì |              |
| 16                    | Maoming   | 茂名市 | Màomíng Shì   |              |
| 17                    | Yangjiang | 阳江市 | Yángjiāng Shì |              |
| 18                    | Jiangmen  | 江门市 | Jiāngmén Shì  |              |
| 19                    | Zhongshan | 中山市 | Zhōngshān Shì |              |
| 20                    | Zhuhai    | 珠海市 | Zhūhǎi Shì    |              |

De stadsprefecturen worden weer verder onderverdeeld in totaal 49 districten, dertig stadsarrondissementen, 42 arrondissementen en drie autonome arrondissementen.

## Enkele steden
| - Chaoyang - Chenghai - Chini - Conghua - Enping - Gaozhou - Heshan - Huazhou - Kaiping - Lechang - Leizhou - Lianzhou - Meixian - Nanxiong - Renhua |  | - Sanshui - Shijing (stad) - Shilong - Shitanchang - Shunde - Sihui - Taishan - Wuchuan - Xingning - Yangchun - Yingde - Zengcheng - Zhuliao |

## Enkele bekende dorpen
- Dapengcheng
- Tonghe
- Dongzhou
- Shiwan